# Dhoti

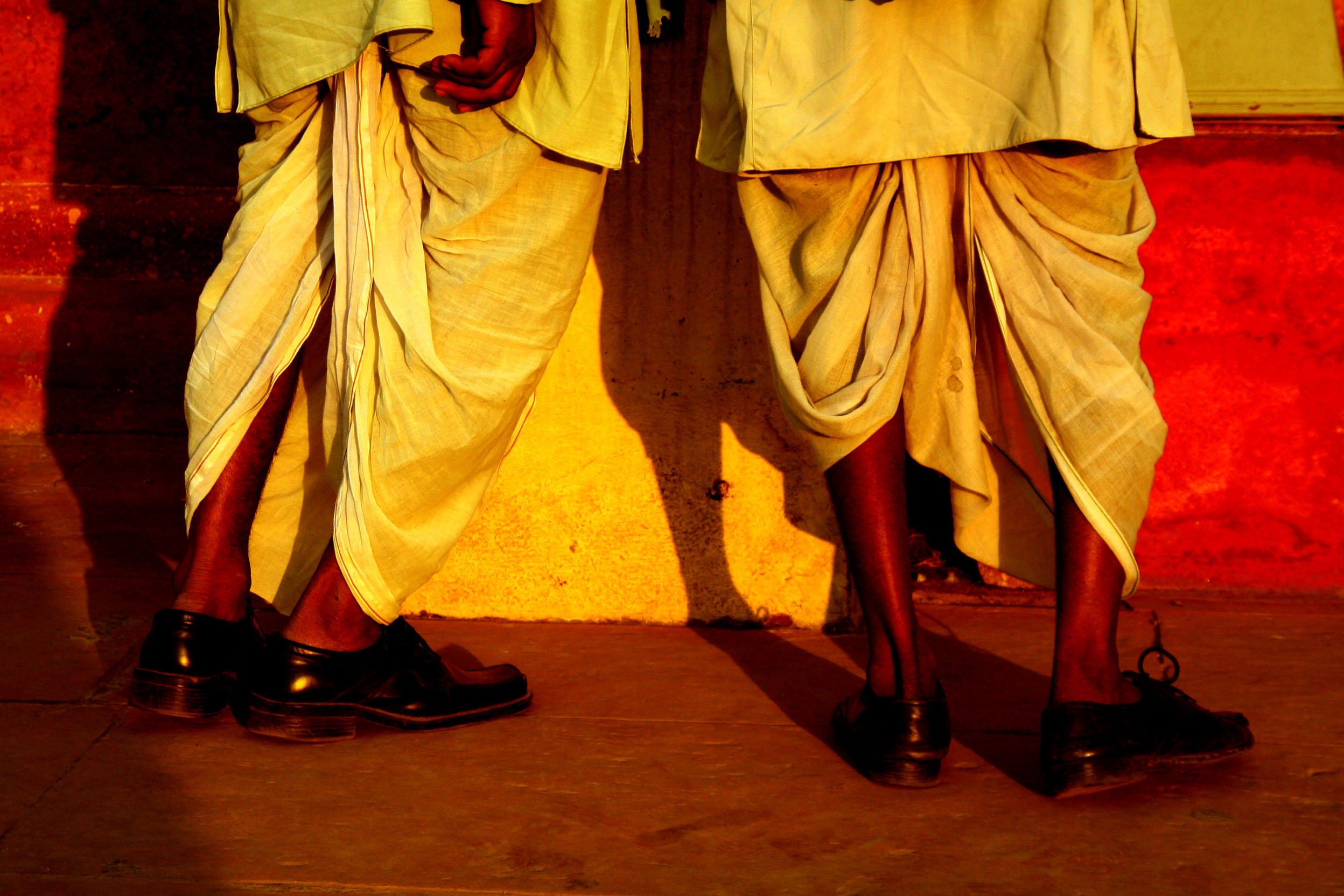
Dhotis in Delhi

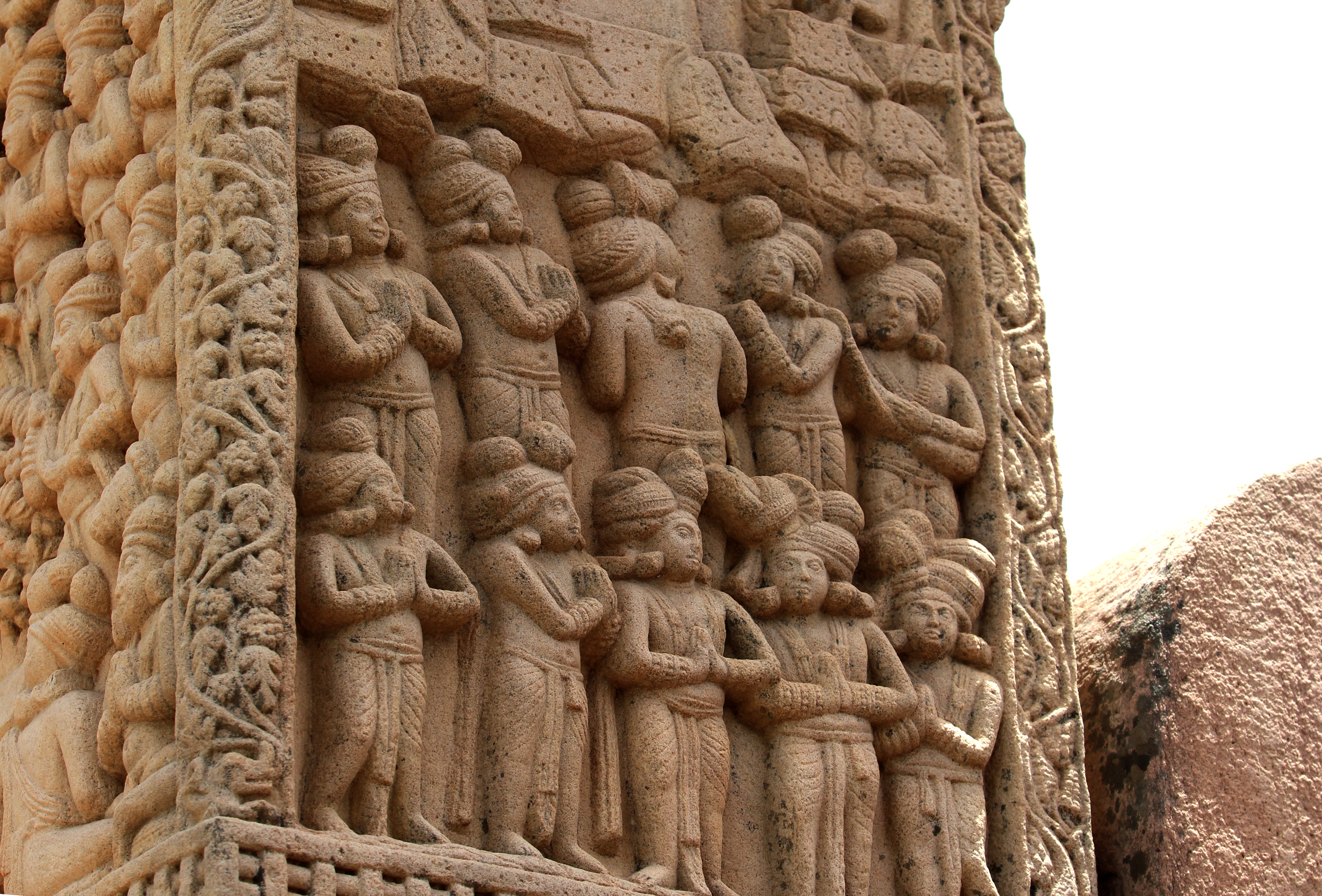
Darstellung von Dhotis in einem Relief des buddhistischen Heiligtums Sanchi

Der Dhoti (Hindi, f., धोती, dhotī) ist das traditionelle Beinkleid der Männer auf dem indischen Subkontinent. Der Dhoti ist das Gegenstück zum Sari der Frauen. Er besteht aus einem langen Stück Stoff, meist dünne Baumwolle, früher auch Seide oder neuerdings Synthetik, das in der Taille zusammengeknotet und dann hosenartig um die Beine geschlungen wird. Ein bekannter Träger des Dhotis war Mahatma Gandhi. 

## Geschichte
Dhotis waren auf dem indischen Subkontinent bis ins 19. Jahrhundert weit verbreitet, nur sehr arme Männer trugen kurze Lendenschurze (langoti). Während der britischen Kolonialzeit galt der Dhoti als rückständiges Kleidungsstück. Als 1905 Bengalen geteilt wurde, wurde der Dhoti für rund fünf Jahre zum Protestsymbol gegen die Briten und zum Inbegriff der lokalen Wirtschaft (swadeshi). Bereits 1872 hatte Justice Ranade swadeshi als Mittel des Widerstands propagiert. So spann Ganesh Vasudeo Joshi jeden Tag Garn für seinen Dhoti.

### 21. Jahrhundert
Von der städtischen Mittelschicht wird der Dhoti heute vorwiegend bei religiösen Anlässen getragen, meist zusammen mit der Kurta. Ärmere Männer tragen ihn dagegen täglich (es kostet nur den Bruchteil einer Hose), wie auch ältere Männer. Im indischen Klima ist ein Dhoti angenehmer als jede noch so leichte Hose. 
In westlich orientierten Kreisen wurde und wird der Dhoti oft als Zeichen für Rückständigkeit betrachtet. In der Geschäftswelt des Mittelstandes trägt man fast ausschließlich westliche Kleidung. Politiker dagegen treten in der Öffentlichkeit oft in Dhotis auf, meist in Kombination mit einem Jackett mit Stehkragen oder einer ärmellosen Weste. Premierminister wie z. B. Narendra Modi sieht man in den Medien oft im Dhoti.